# إدواردو مندوزا أريلانو
إدواردو مندوزا أريلانو هو سياسي مكسيكي، ولد في 21 أغسطس 1971 في مدينة مكسيكو في المكسيك. نشط حزبياً في حزب الثورة الديمقراطية. وقد انتخب عضو مجلس النواب المكسيك ‏.